# Bộ Á tuế
Bộ Á tuế (danh pháp khoa học: Bennettitales) là một bộ thực vật có hạt đã tuyệt chủng, lần đầu tiên xuất hiện trong kỷ Trias và bị tuyệt chủng vào cuối kỷ Phấn trắng, đôi khi được coi là bộ duy nhất của lớp Á tuế (Bennettitopsida) trong ngành Tuế (Cycadophyta). Một số mẫu hóa thạch với đặc trưng là các thân cây dày và các lá xẻ lông chim trông rất giống như của các loài trong nhóm còn sinh tồn là tuế, chỉ khác biệt cơ bản là về kiểu sắp xếp của các khí khổng.
Bộ này bao gồm hai nhóm hay hai họ, là họ Cycadeoidaceae, với các đại diện nằm trong các chi Cycadeoidea, Cycadella và Monanthesia với thân cây to mập và bông cầu hai túi bào tử (các nón phục vụ như là cấu trúc sinh sản của chúng), và họ Williamsoniaeae với các đại diện thuộc các chi Williamsonia, Williamsoniella, Wielandella và Ischnophyton với thân cây mảnh dẻ, phân nhánh (cành) và các bông cầu hoặc là một túi hoặc là hai túi bào tử. Bộ Bennettitales đã từng được đặt trong nhóm Anthophyta (nhóm chứa thực vật mang cấu trúc sinh sản tựa như hoa), do nó được coi là có quan hệ họ hàng gần với thực vật có hoa vì cấu trúc sinh sản của nó rất giống như ở thực vật có hoa. Tuy nhiên, các nghiên cứu hình thái chi tiết hơn đã chỉ ra rằng "Anthophyta" là đa ngành, với Bennetitales thực ra có quan hệ họ hàng gần gũi với tuế, bạch quả và thực vật quả nón hơn là với thực vật hạt kín.

## Thư viện ảnh

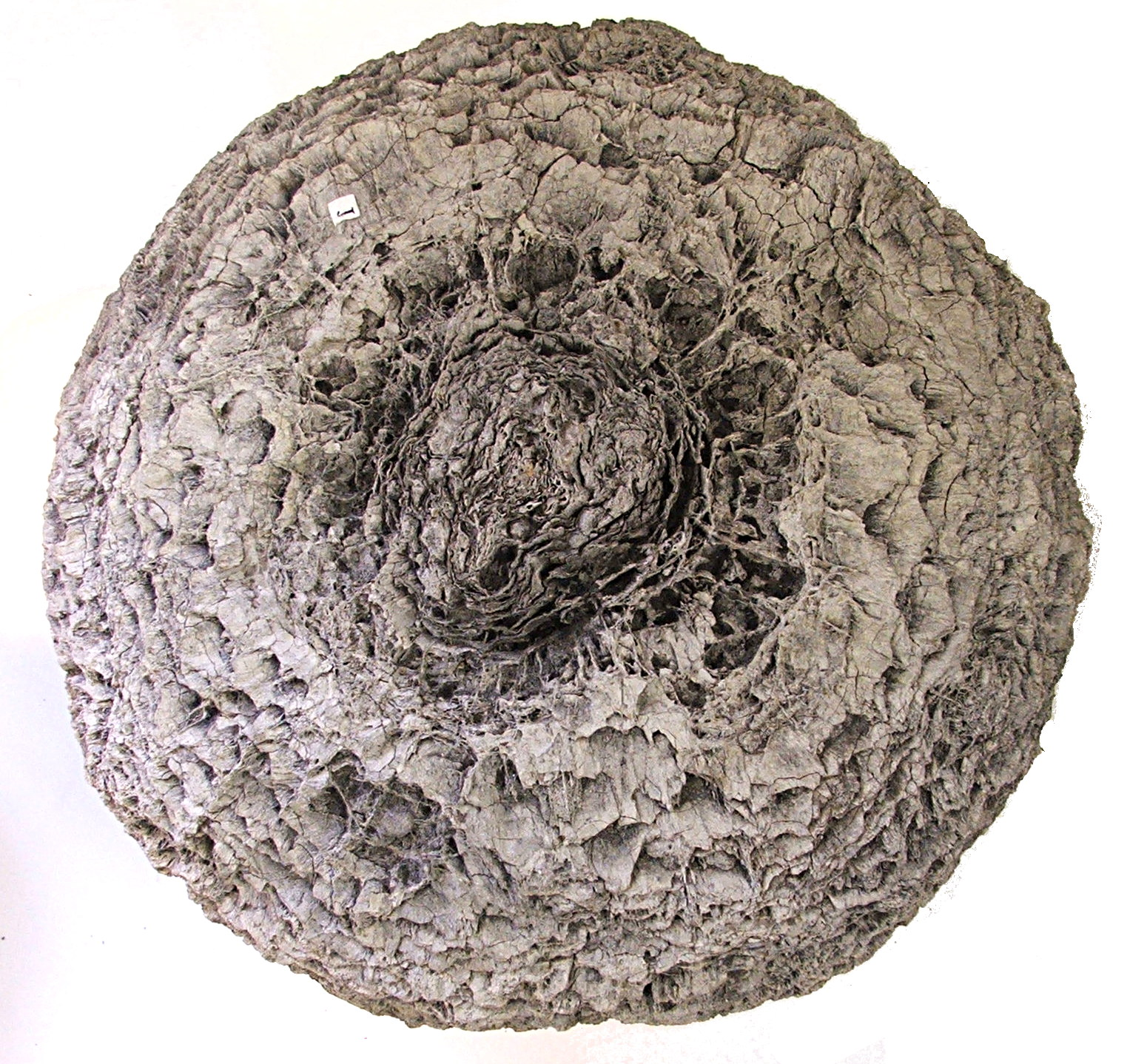
Một mẫu hóa thạch của bộ Bennettitales.
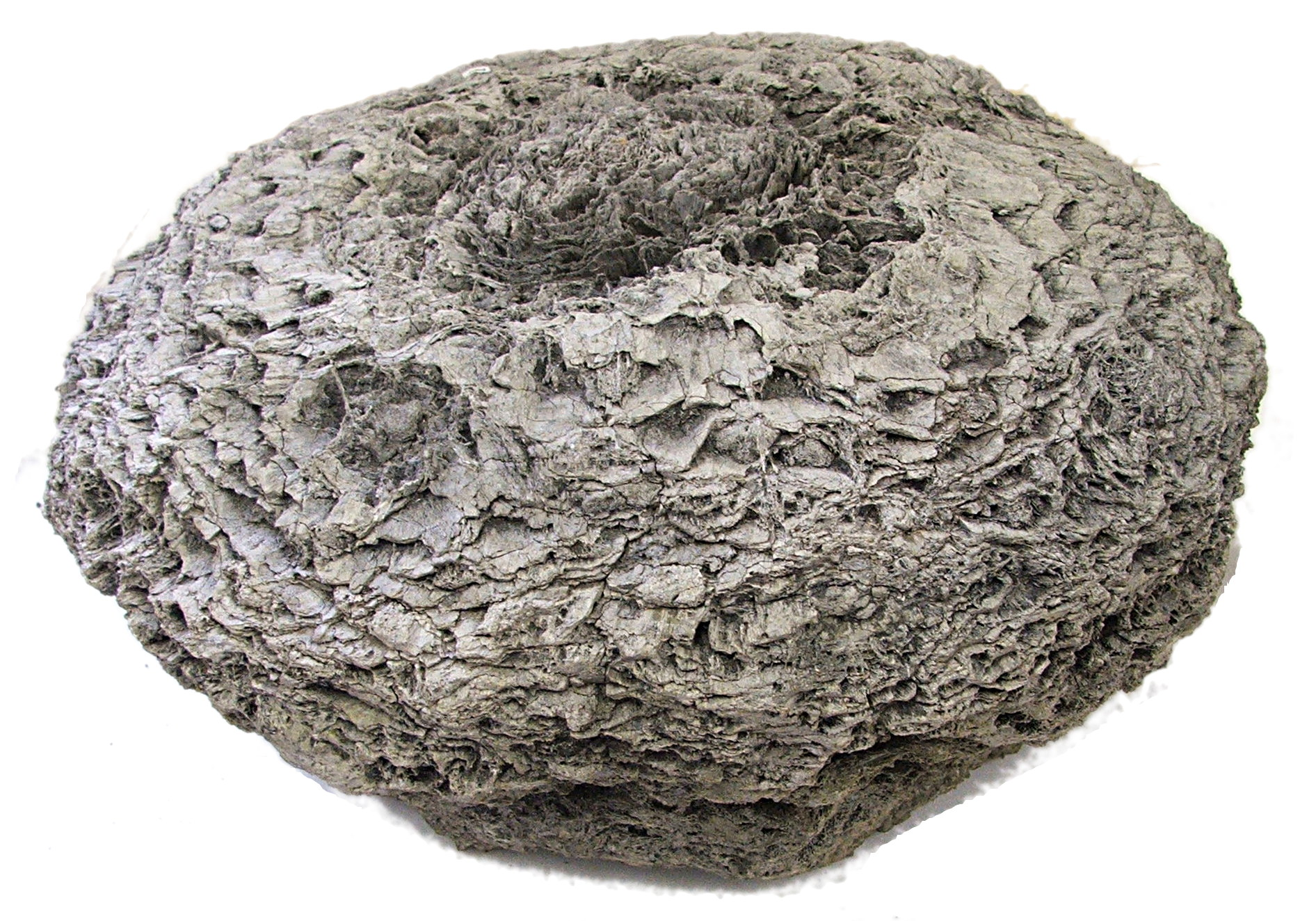
Nhìn từ mặt hông. Lưu ý tới cấu trúc tương tự "hoa".
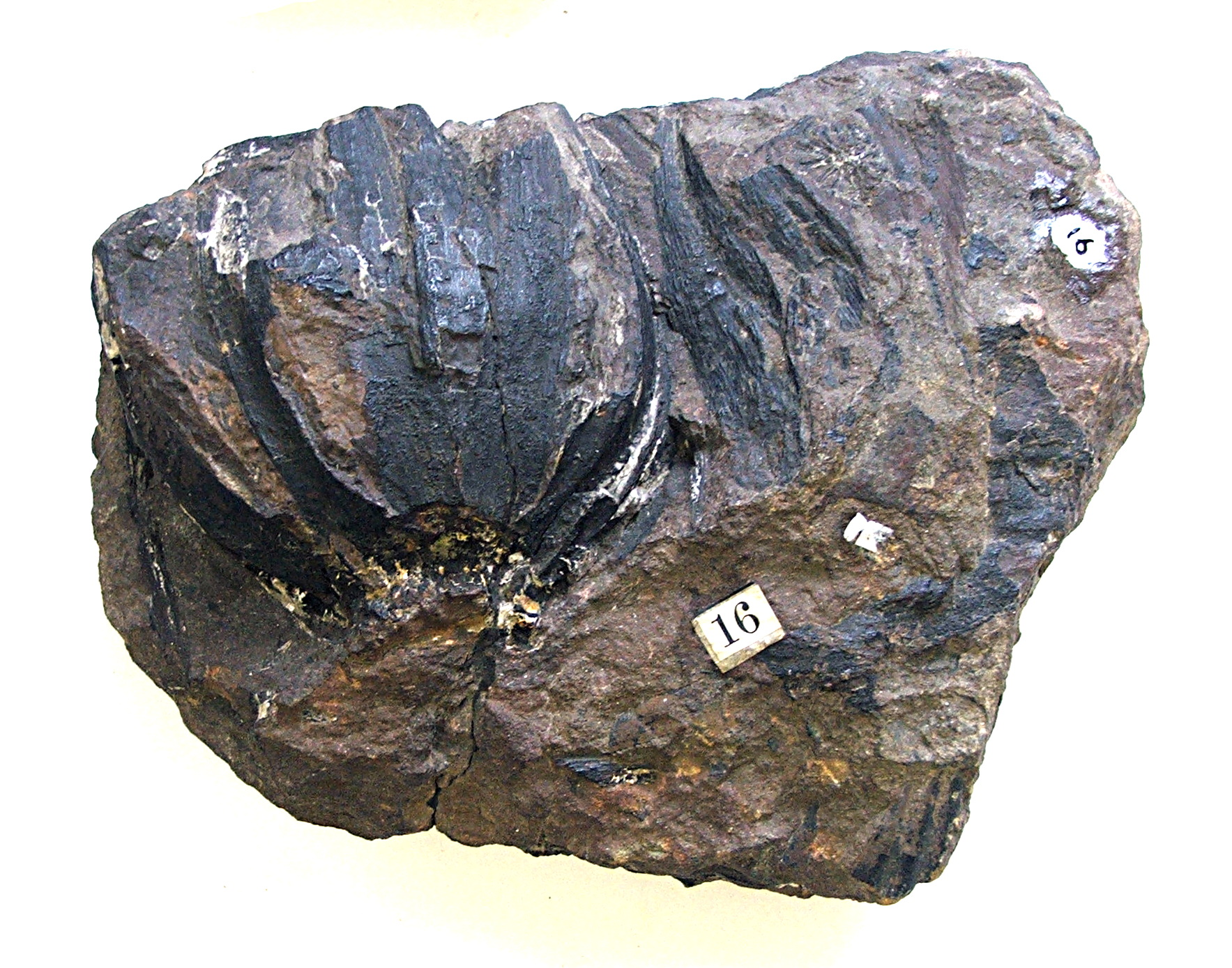
Cấu trúc sinh sản giống như hoa.
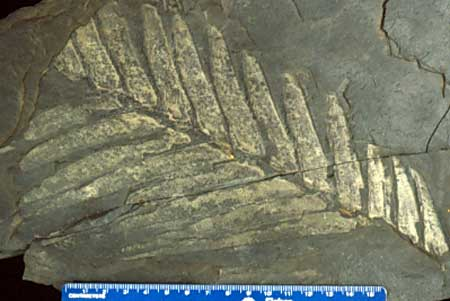
Lá hóa thạch của Zamites mariposana có niên đại từ kỷ Jura.